# میسی له پیرپونت
میسی له پیرپونت (انگلیسی: Missy-lès-Pierrepont) یک کمون در بخش ان (ا-دو-فرانس) (Hauts-de-France) در شمال فرانسه است.